# Jill Scott
Jill Scott, född 4 april 1972 i Philadelphia i Pennsylvania, är en amerikansk singer-songwriter, poet och skådespelare.
Jill Scott har gjort spoken word-poesi och musik inom neosoul och samtida R&B. Hon är dock mest känd för sin roll som detektiven Precious Ramotswe i TV-serien Damernas detektivbyrå, som bygger på Alexander McCall Smiths bokserie med samma titel.

## Diskografi (urval)

### Studioalbum
- 2000 – Who Is Jill Scott? Words and Sounds Vol. 1
- 2004 – Beautifully Human: Words and Sounds Vol. 2
- 2007 – The Real Thing: Words and Sounds Vol. 3
- 2011 – The Light of the Sun

## Filmografi (urval)
- 2004 – Cavedweller
- 2007 – Hounddog
- 2007 – Why Did I Get Married?
- 2008–2009 – Damernas detektivbyrå (TV-serie) (sju avsnitt)
- 2010 – Sins of the Mother
- 2010 – Why Did I Get Married Too?
- 2013 – Baggage Claim
- 2014 – Get on Up